# ASCII porn
L'ASCII porn — parfois typographié « ASCII p0rn » par euphémisme — est l'ensemble des images pornographiques en ASCII art. L'ASCII porn a été la première forme de pornographie sur Internet, et était déjà populaire avant l'invention du World Wide Web et se rencontrait sur les BBS autres systèmes à terminaux en mode texte accessibles par modem à accès par ligne commutée. L'ASCII porn s'échangeait également par Fidonet ou Sneakernet ou par email, telnet, usenet, etc.
Un facteur de propagation de l'ASCII porn est la compatibilité du standard du codage des caractères ASCII, qui pouvaient être affichés sur la plupart des écrans — alors que les premiers ordinateurs de bureau et terminaux informatiques étaient incapables d'afficher des images numériques — et pouvaient être imprimés sur la plupart des imprimantes. L'ASCII porn pouvait également être composé à la main, avec seulement un éditeur de texte. Avec l'avènement du World Wide Web, l'ASCII porn est tombé dans l'oubli.
Des net artistes de la fin des années 1990 sont revenus à l'ASCII porn, avec par exemple Deep ASCII, rendu en art ASCII du film Deep Throat par Vuk Ćosić de l'ASCII Art Ensemble.